# Slayers MEGUMIX
Slayers MEGUMIX è un album della cantante giapponese Megumi Hayashibara uscito il 25 giugno 2008 per la King Records. Si tratta di una raccolta di tutti i brani usciti nel corso degli anni e legati alla serie anime Slayers. L'album ha raggiunto la quattordicesima posizione della classifica degli album più venduti in Giappone ed ha venduto 35 744 copie.

## Tracce
CD1 (GOLD)
1. Get Along (~SelfTag Version~) – 4:07
2. Give a Reason – 4:25
3. Breeze – 4:24
4. Don't Be Discouraged – 4:10
5. Midnight Blue – 5:33
6. Just Be Conscious – 4:41
7. Reflection – 5:23
8. Raging Waves – 5:01
9. feel well – 4:41
10. Meet Again – 4:48
11. Give a reason (~Ballade Version~) – 4:36
12. Going History – 4:34
13. Kagirinai yokubō no naka ni (限りない欲望の中に?) – 5:11
14. Plenty of Grit (-TV Size Version-) – 1:43
15. REVOLUTION (-TV Size Version-) – 1:52

Durata totale: 65:09
CD2 (SILVER)
1. Get Along (feat. Masami Okui) – 4:09
2. KUJIKENAIKARA! (feat. Masami Okui) – 4:34
3. Nemurenai Yoru wa... (眠れない夜は?) (feat. Masami Okui) – 4:59
4. SLAYERS 4 the future (feat. Yasunori Matsumoto, Hikaru Midorikawa e Masami Suzuki) – 4:15
5. Otome no Inori (乙女の祈り?) (feat. Masami Suzuki) – 2:23
6. Shining Girl – 4:15
7. RUN ALL THE WAY! – 4:58
8. GLORIA ~Kimi ni Todoketai~ (GLORIA~君に届けたい~?) – 4:24
9. Rumba Rumba (ルンバ・ルンバ?) – 4:11
10. I&Myself – 4:32
11. Shakunetsu no Koi (灼熱の恋ì?) – 4:01
12. Touch Yourself – 5:09
13. EXIT→RUNNING – 4:25
14. Kono Sekai no Doko ka de -MEGUMIX Version- (この世界のどこかで?) – 3:59

Durata totale: 60:14
CD3 (BRONZE)
1. Get Along ~SelfTag Version~ (off vocal ver.) – 4:10
2. Give a reason (off vocal ver.) – 4:28
3. Breeze (off vocal ver.) – 4:26
4. don't be discouraged (off vocal ver.) – 4:12
5. MIDNIGHT BLUE (off vocal ver.) – 5:34
6. Just be conscious (off vocal ver.) – 4:41
7. Reflection (off vocal ver.) – 5:22
8. raging waves (off vocal ver.) – 5:00
9. feel well (off vocal ver.) – 4:41
10. Meet again (off vocal ver.) – 4:47
11. Give a reason ~Ballade Version~ (off vocal ver.) – 4:36
12. Going History (off vocal ver.) – 4:34
13. Kagirinai yokubō no naka ni (限りない欲望の中に?) (off vocal ver.) – 5:07

Durata totale: 61:38